# Neuropeptidni Y receptor
Neuropeptidni Y receptori su klasa G-protein spregnutih receptora koje aktiviraju peptidni hormoni neuropeptid Y, peptid YY i pankreasni polipeptid. Ovi receptori učestvuju u kontroli raznovrsnog seta of procesa ponašanja, koji obuhvata apetit, cirkadijalni ritam, i anksioznost.
Aktivirani neuropeptidni receptori oslobađaju  podjedinicu iz heterotrimernog G proteinskog kompleksa.  podjedinica zatim inhibira produkciju sekundarnog glasnika cAMP iz ATP.

## Tipovi
Poznata su četiri neuropeptid Y receptora kod sisara. Oni se označavaju sa: Y1 do Y5. Svaki od ovih receptora je kodiran zasebnim genom kod čoveka. Svi oni mogu da budu terapeutski ciljevi za gojaznost i druge poremećaje.
- Y1 -
- Y2 -
- Y4 -
- Y5 -

## Literatura
1. ↑  Michel MC, Beck-Sickinger A, Cox H, Doods HN, Herzog H, Larhammar D, Quirion R, Schwartz T, Westfall T (1998). „XVI. International Union of Pharmacology recommendations for the nomenclature of neuropeptide Y, peptide YY, and pancreatic polypeptide receptors”. Pharmacol. Rev. 50 (1): 143—50. PMID 9549761.
2. ↑  Heilig, M. (2004). „The NPY system in stress, anxiety and depression”. Neuropeptides. 38 (4): 213—24. PMID 15337373. doi:10.1016/j.npep.2004.05.002.
3. ↑  Harro, J. (2006). „CCK and NPY as anti-anxiety treatment targets: promises, pitfalls, and strategies”. Amino Acids. 31 (3): 215—30. PMID 16738800. doi:10.1007/s00726-006-0334-x.
4. ↑  Eaton K, Sallee FR, Sah R (2007). „Relevance of neuropeptide Y (NPY) in psychiatry”. Current Topics in Medicinal Chemistry. 7 (17): 1645—59. PMID 17979774. doi:10.2174/156802607782341037.
5. ↑  Xapelli S, Agasse F, Ferreira R, Silva AP, Malva JO (2006). „Neuropeptide Y as an endogenous antiepileptic, neuroprotective and pro-neurogenic peptide”. Recent Patents on CNS Drug Discovery. 1 (3): 315—24. PMID 18221213. doi:10.2174/157488906778773689.
6. ↑  Vona-Davis LC, McFadden DW (2007). „NPY family of hormones: clinical relevance and potential use in gastrointestinal disease”. Current Topics in Medicinal Chemistry. 7 (17): 1710—20. PMID 17979780. doi:10.2174/156802607782340966. Архивирано из оригинала 14. 04. 2013. г. Приступљено 09. 10. 2018.
7. ↑  Lindner D, Stichel J, Beck-Sickinger AG (2008). „Molecular recognition of the NPY hormone family by their receptors”. Nutrition (Burbank, Los Angeles County, Calif.). 24 (9): 907—17. PMID 18725086. doi:10.1016/j.nut.2008.06.025.
8. ↑  Larhammar D, Salaneck E (2004). „Molecular evolution of NPY receptor subtypes”. Neuropeptides. 38 (4): 141—51. PMID 15337367. doi:10.1016/j.npep.2004.06.002.
9. ↑  Kamiji MM, Inui A (2007). „Neuropeptide y receptor selective ligands in the treatment of obesity”. Endocrine Reviews. 28 (6): 664—84. PMID 17785427. doi:10.1210/er.2007-0003.
10. ↑  MacNeil DJ (2007). „NPY Y1 and Y5 receptor selective antagonists as anti-obesity drugs”. Current Topics in Medicinal Chemistry. 7 (17): 1721—33. PMID 17979781. doi:10.2174/156802607782341028. Архивирано из оригинала 12. 01. 2013. г. Приступљено 09. 10. 2018.
11. ↑  Kamiji MM, Inui A (2007). „NPY Y2 and Y4 receptors selective ligands: promising anti-obesity drugs?”. Current Topics in Medicinal Chemistry. 7 (17): 1734—42. PMID 17979782. doi:10.2174/156802607782340957. Архивирано из оригинала 14. 04. 2013. г. Приступљено 09. 10. 2018.

## Spoljašnje veze
- „Neuropeptide Y Receptors”. IUPHAR Database of Receptors and Ion Channels. International Union of Basic and Clinical Pharmacology. Архивирано из оригинала 03. 03. 2016. г.
- Neuropeptide+Y+Receptor на 